# Johnson Family Vacation
Johnson Family Vacation (bra: Férias da Família Johnson; prt: As Loucas Férias dos Johnson) é um filme norte-americano de comédia, lançado em 2004, com direção de Christopher Erskin. É estrelado por Cedric the Entertainer, Vanessa Williams, Bow Wow, Gabby Soleil, Shannon Elizabeth, Solange Knowles e Steve Harvey. O filme é o primeiro e único projeto de Erskin como diretor de cinema.

## Sinopse
Nate Johnson e sua família são convidados para um grande encontro anual com seus parentes em Missouri. Ele vê esse convite como uma oportunidade de voltar a se aproximar de sua esposa e de seus filhos. Nate convence Dorothy a aceitar acompanhá-lo e leva seus três filhos - os adolescentes Nikki e D.J., e Destiny, de sete anos. Além dos desentendimentos familiares, passam a acontecer vários imprevistos durante a viagem, incluindo problemas com policiais e dar carona a uma garota interessada em feitiçaria.

## Elenco
- Cedric the Entertainer como Nathaniel "Nate" Johnson / Tio Earl Johnson
- Bow Wow como  Divirnius James 'D.J.' Johnson
- Vanessa Williams como Dorothy Johnson
- Christopher B. Duncan como Stan Turner
- Solange Knowles como Nikki Johnson
- Shannon Elizabeth como Chrishelle Rene Boudreau
- Gabby Soleil como Destiny Johnson
- Steve Harvey como Mack Johnson
- Aloma Wright como Glorietta Johnson
- Godfrey Danchimah como Policial
- Jason Momoa como Navarro
- Jennifer Nicole Freeman como Jill
- Jeremiah "J.J." Williams Jr. como Primo Bodie Johnson
- Lee Garlington como Betty Sue
- Lorna Scott como Gladys
- Philip Daniel Bolden como Mack Johnson Jr.
- Rodney B. Perry como Primo Lump Johnson
- Shari Headley como Jacqueline Johnson
- Kurupt como ele mesmo
- Tanjareen Martin como Tangerine
- Lichelli Lazar-Lea como GPS (voz)

## Recepção

### Crítica
Embora seu elenco tenha sido elogiado, o filme em geral recebeu críticas negativas. Obteve apenas 6% de aprovação no Rotten Tomatoes, que se baseou em 89 críticas recolhidas, e uma média ponderada de 3.3/10. Segundo o site, o consenso é que o filme foi "mal trabalhado" e "desperdiça seu talentoso elenco em uma comédia insossa de família na estrada, que rendeu comparações não-favoráveis com os filmes de férias de Chevy Chase". Por comparação, o Metacritic calculou uma média de 29/100, baseado em 24 críticas.

## Prêmios e nomeações
| Prêmio                 | Categoria                                    | Indicado                                    | Resultado |
| ---------------------- | -------------------------------------------- | ------------------------------------------- | --------- |
| BET Comedy Awards 2004 | Melhor Ator Principal em Filme de Bilheteria | Cedric the Entertainer                      | Nomeado   |
| BET Comedy Awards 2004 | Melhor Atriz em Filme de Bilheteria          | Vanessa Williams                            | Nomeada   |
| BET Comedy Awards 2004 | Melhor Roteiro                               | Roteiro (Earl Richey Jones e Todd R. Jones) | Nomeado   |